# متشکرم (فیلم ۲۰۱۱)
«متشکرم» (هندی: थैंक यू) یک فیلم به کارگردانی آنیس بازمی است که در سال ۲۰۱۱ منتشر شد.

## بازیگران
- آکشی کومار
- بابی دیول
- سونیل شتی
- عرفان خان
- سونام کاپور
- ریمی سن
- مالیکا شراوات